# Rybaczek zielony
Rybaczek zielony (Chloroceryle americana) – gatunek małego ptaka drapieżnego z podrodziny rybaczków (Cerylinae) w rodzinie zimorodkowatych (Alcedinidae). Występuje w Ameryce Północnej i Południowej. Nie jest zagrożony wyginięciem.

## Systematyka
Rybaczek zielony po raz pierwszy zgodnie z zasadami nazewnictwa binominalnego został opisany przez niemieckiego naturalistę Johanna Friedricha Gmelina w 1788 roku w trzynastym, rozszerzonym wydaniu Systema Naturae Karola Linneusza. Gmelin nadał nowemu gatunkowi nazwę Alcedo americana, a jako miejsce typowe wskazał Kajennę (obecnie Gujana Francuska). Swój opis oparł o wcześniejsze publikacje Buffona i Lathama. Gmelin przyporządkował rybaczka zielonego do rodzaju Alcedo, zmienił to Johann Jakob Kaup w 1848 roku, wprowadzając rodzaj Chloroceryle, do którego obecnie gatunek ten jest zaliczany.
Wyróżnia się pięć podgatunków:
- C. a. americana (J.F. Gmelin, 1788)
- C. a. septentrionalis (Sharpe, 1892)
- C. a. hachisukai (Laubmann, 1941)
- C. a. cabanisii (Tschudi, 1846)
- C. a. mathewsii Laubmann, 1927

## Charakterystyka
Wyraźne, zielone upierzenie na głowie i górnej części grzbietu, biały brzuch. Skrzydła w ciemnozielone paski. Duży, biały pasek wokół gardła. Wiele białych kropek na skrzydłach i ogonie. Wyraźny dymorfizm płciowy, samce tego gatunku charakteryzują się czerwonawą klatką piersiową, podczas gdy samice mają zieloną górną część klatki piersiowej, a dolna przybiera kremowy kolor. Dziób i kantarek jest duży i czarny, oczy ciemnobrązowe, a nogi i stopy szare. Upierzenie młodych osobników jest podobne do upierzenia samic, ale ma ciemniejsze kolory.
Jest mniejszy niż większość zimorodkowatych. Długość ciała wynosi ok. 20 cm, rozpiętość skrzydeł 28–33 cm, masa ciała 40–55 g.

## Występowanie i habitat
Występuje w południowej Ameryce Północnej i Ameryce Południowej – od skrajnego południa USA przez Meksyk i Amerykę Centralną na południe po północną Argentynę.
Poszczególne podgatunki zamieszkują:
- C. a. americana – południowo-środkowe USA i północno-zachodni Meksyk
- C. a. septentrionalis – południowo-środkowy Teksas (USA) i wschodni Meksyk na południe do północnej Kolumbii i zachodniej Wenezueli
- C. a. hachisukai – Ameryka Południowa na wschód od Andów – od Wenezueli po północno-wschodnią Boliwię, północną i środkową Brazylię oraz Trynidad i Tobago
- C. a. cabanisii – południowa Brazylia, południowa Boliwia i północna Argentyna
- C. a. mathewsii – na zachód od Andów od Kolumbii do południowego Peru, rzadko jeszcze dalej na południe – do skrajnie północnego Chile (Arica)

Spotykany na terenach podmokłych, lasach, wybrzeżach, rzadziej w obszarach miejskich. Jest gatunkiem osiadłym.

## Pożywienie

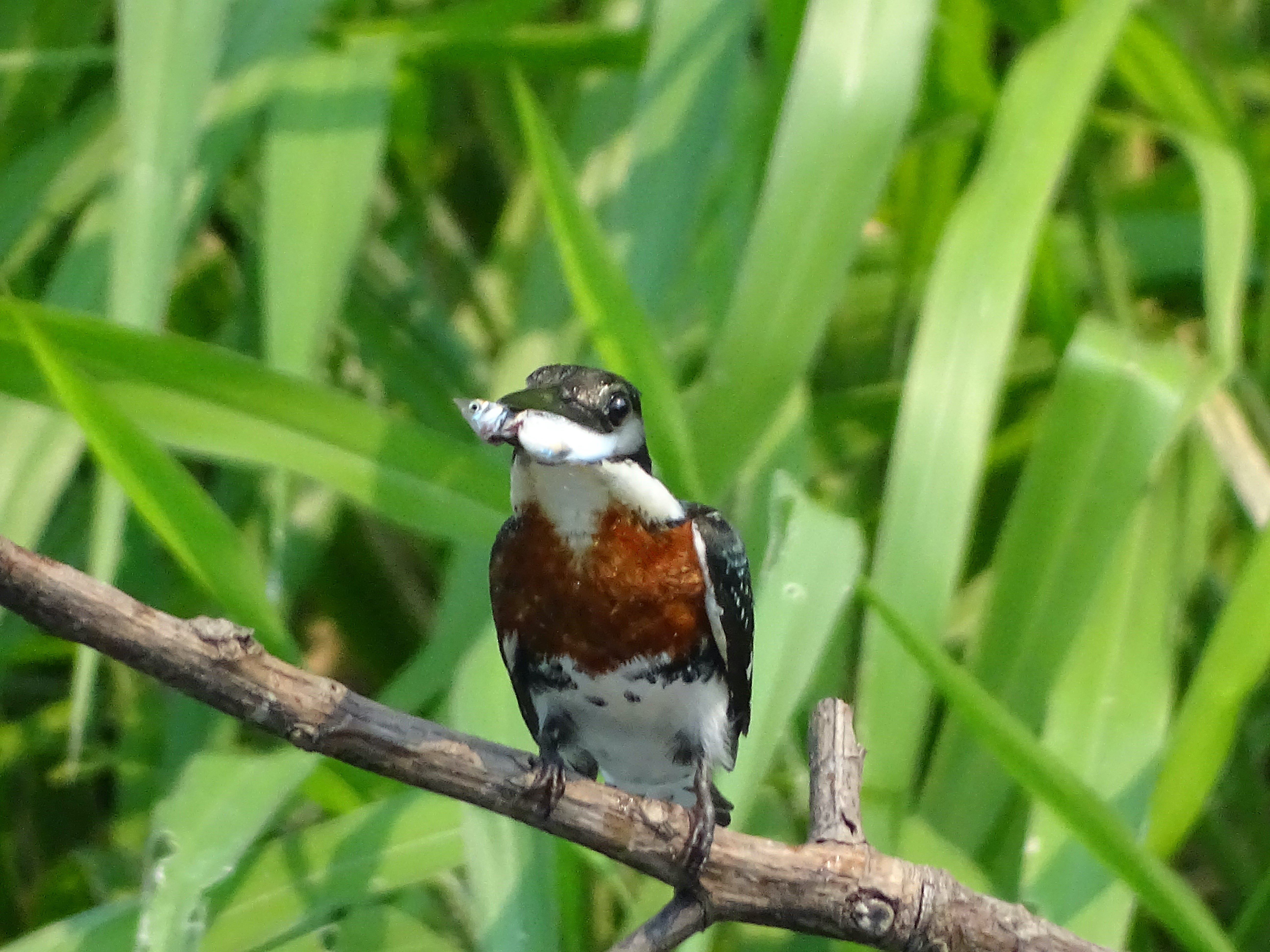
Rybaczek zielony z rybą Poecilia sulphuraria w dziobie

Żywi się małymi rybami, skorupiakami, krewetkami i niektórymi owadami. Po zauważeniu ofiary, ptak nurkuje ze zwisających przy powierzchni wody gałęziach i zanurza się w wodzie głową do przodu, chwytając zdobycz dziobem. Po udanym polowaniu powraca na gałąź i połyka swoją zdobycz. Czasami unosi się nad powierzchnią wody, szukając ofiary.
Osobniki często bronią swojego obszaru żerowania.

## Zachowanie
Szybki lot, zwykle dość nisko powierzchni wody. Podekscytowany kiwa tułowiem i macha ogonem w górę i w dół. Zimą żyje samotniczym trybem życia, w sezonie lęgowym można je spotkać w parach. Broni swojego terytorium, gdy w pobliżu znajdują się inne samce.

## Rozród

### Okres godowy
Jamę w ziemi, która służy jako gniazdo, wykopują samiec i samica, w brzegu rzeki lub stawu ok. 1–3 m nad poziomem wody. Nora ma szerokość 5–6 cm i długość 40–100 cm. Para broni swojego terytorium i utrzymuje odpowiedni dystans od gniazd innych ptaków.

### Okres lęgowy
Samica składa 3–6 białych jaj w lekko powiększonym, najdalszym miejscu nory. Okres inkubacji jaj wynosi ok. 3 tygodnie. W dzień samiec i samica wysiadują jaja naprzemiennie, w nocy tylko samica. Pisklęta są karmione przez oboje rodziców przez ok. 27 dni, po tym okresie opuszczają gniazdo. Są zależne od rodziców przez ok. 4 tygodnie od opuszczenia gniazda.

## Status
Rybaczek zielony został zakwalifikowany w Czerwonej księdze gatunków zagrożonych IUCN jako gatunek najmniejszej troski (LC – Least Concern). Występuje na bardzo dużym obszarze (EOO – 28,2 mln km²), trend populacyjny jest malejący, jednak spadek nie jest wystarczająco szybki, aby zaliczyć go do gatunków zagrożonych. Jego populacja wynosi około 20 mln dorosłych osobników.

## Możliwości obserwacji
Rybaczka zielonego można napotkać na zwisających gałęziach blisko powierzchni wody (1–2 m), na skale wzdłuż brzegów rzek lub stawów.